# Snog
Snog est un groupe australien formé en 1988 par David Thrussell avec Tim McGrath et Julia Bourke. La musique du groupe est un mélange de nombreux styles différents, comme la musique industrielle, l'electro, l'ambient, l'expérimental ou encore la musique country ou le funk. Le nom du groupe fait référence au kissing and cuddling (embrasser et caresser en français), qui, selon David Thrussell, symbolise le concept selon eux marxiste de la destruction des barrières entre les gens (voir les paroles de Light, Yet refreshing).

## Histoire
Leur premier album, Lies Inc, sort en 1992. Pieter Bourke rejoint le groupe peu de temps après et l'album Dear Valued Customer, avec une forte influence de la techno, est enregistré en 1994. C'est cette année-là que deux projets parallèles sont créés : Soma, qui regroupe David Thrussell et Pieter Bourke, et Black Lung, le projet solo de David Thrussell.
Dès 1997, le groupe devient de plus en plus un simple projet solo pour David, qui se contentera d'inviter par moments quelques musiciens pour jouer avec lui. L'album Buy Me... I'll Change Your Life est une rupture avec le style originel de Snog, car il y est introduit des guitares au style country et une reprise de Lee Hazlewood's: Let The Little Flowers Grow.
En 1999, Third Mall From The Sun offre un avant-goût des deux albums suivants, avec l'introduction de nouvelles influences dans les compositions. Un album de remis, Relax Into The Abyss suivra.
En 2003, c'est Beyond the Valley of the Proles qui est enregistré. Cet album offre une version rappelant le style de Buy Me....
Suivront ensuite plusieurs albums et EP sortis en 2006 (Snog Vs. The Faecal Juggernaut Of Mass Culture, Crash Crash) qui ammorcent un retour à une musique beaucoup plus électronique.
La caractéristique majeure de Snog sont les paroles écrites par David Thrussell. Beaucoup de titres ont pour thème l'anti-capitalisme, l'anti-fascisme, la critique de la société de consommation, Big Brother...
Thrussell y inclut également des références aux théories des conspirations dans les paroles ou dans les titres de chansons de Snog (par exemple: rex 84).
Certaines pochettes d'album de Snog contiennent des peintures de l'artiste canadien Chris Woods, qui a peint entre autres, des affiches publicitaires pour les multinationales McDonald's, Gap, Inc. et Nike.

## Discographie

### Albums
- 1992: Corporate Slave
- 1992: Lies Inc.
- 1992: Shop
- 1993: Born To Be Mild
- 1993: Hey Christian God
- 1994: Cliché (EP)
- 1994: Cliché
- 1994: Dear Valued Customer
- 1994: Dear Valued Customer / Live in the Global Village (édition limitée, double CD)
- 1995: the Future
- 1996: Remote Control
- 1997: Make the Little Flowers Grow
- 1997: Buy Me...I'll Change Your Life
- 1998: Hooray!!
- 1998: The Ballad
- 1998: The Human Germ
- 1999: I Snog, Therefore I am
- 1999: Third Mall from the Sun
- 2000: Lies Inc. / Dear Valued Customer (réédition des 2 albums)
- 2000: Relax Into the Abyss (album de remix)
- 2001: Justified Homicide
- 2003: Beyond the Valley of the Proles
- 2003: Your Favourite Electro-Folk Swingers (édition limitée, CD de remix)
- 2005: Real Estate Man (The Rema(k)es)
- 2005: Real Estate Man Plus
- 2006: Crash Crash (Vs. Remixes & Exclusive Tracks)
- 2006: Planet Of Shit
- 2006: Sixteen Easy Tunes For The End Timesee (best-of double-CD avec des titres bonus jamais édités)
- 2006: The Kings Of Hate
- 2006: Snog Vs. The Faecal Juggernaut Of Mass Culture
- 2007: Last Days of Rome

### Vidéos et contributions
- 2003:Adventures in Capitalism DVD
- 2000: Angst (la bande originale du film contient 4 titres de Snog)
- ?: Pearls Before Swine (Bande originale du film)